# 백지웅 (축구 선수)

## 클럽 경력
백지웅은 대전 하나원큐 유스 출신으로, 대학 무대를 거쳐 2025년 서울 이랜드 FC에 입단했다. 팀 내 골키퍼 경쟁에서 입단 첫해 1군 엔트리에 포함되었으며, 주전 골키퍼와의 경쟁 구도에서 교체 자원으로 기용되고 있다.

## 프로 데뷔
2025년 6월 K리그2 경기에서 교체 출전하며 데뷔전을 치렀다.

## 통계
- K리그2 2025 (7월 기준): 2경기 출전, 실점 없음

## 특징
185cm의 키와 날렵한 몸놀림을 기반으로 안정적인 스탠딩 세이브와 반응 속도를 보유하고 있다.  
킥 분배 능력도 갖추고 있어 빌드업 상황에서 상황에 맞는 패스로 2차 공격 전개에 기여할 수 있는 선수로 평가받는다.

## 기타
2025년 팀 공식 SNS를 통해 생일(10월 10일)을 맞아 축하 메시지 전달된 바 있다.